# クラゲダコ
クラゲダコ（Amphitretus pelagicus）は、タコ目・クラゲダコ科に属するタコの一種。太平洋・インド洋の深海に分布する。眼や内臓が透けて見えるため、敵に襲われると一瞬にして体をオレンジ色に変えることができる。